# Povijest poljoprivrede
Povijest poljoprivrede započinje prije deset tisuća godina kada su prvi ratari počeli uzgajati usjeve i životinje za svoju prehranu. Prije toga su se nomadski lovci - skupljači plodova hranili bobicama, biljkama i divljim zvijerima na koje su nailazili na svojim putovanjima. Međutim, pojavom obrade zemljišta ljudi su mogli proizvesti potrebnu količinu hrane i trajno se naseliti na jednom mjestu i tako su se počele razvijati najstarije svjetske civilizacije u Mezopotamiji, Egiptu, Indiji i Kini. 
Metode obrađivanja zemljišta razvijale su se polako dok je u 18. stoljeću takozvana agrarna revolucija dovela do radikalnih promjena. Tada se zemlja počela obrađivati strojevima i prehranjivati sve veći broj ljudi. 

### Prvi stočari
Prvi stočari su pripitomljavali divlje životinje, držali ih u krdima i koristili za meso, mlijeko, kožu i vunu. Za razliku od njih, nomadski stočari neprestano premještaju svoje životinje u potrazi za novim pašnjacima.
- Neolitska revolucija

Nakon mlađeg kamenog doba, oko 8000. pr. Kr. u neolitiku su ljudi u zapadnoj Aziji počeli uzgajati usjeve. Na taj način moglo se prehraniti 10 puta više ljudi nego lovom i skupljanjem plodova.
- Navodnjavanje

Drevnim ratarima je za uzgoj usjeva bila potrebna voda. Rijeke i sustavi umjetnih kanala imali su presudnu ulogu u drevnim agrikulturnim civilizacijama Egipta, doline Inda i Kine.

## Agrarna revolucija
Od 1750. niz velikih promjena najavio je eru moderne poljoprivrede. Ključne novine su bile uzgoj naveliko, intenzivan uzgoj životinja i poboljšanje poljoprivrednih tehnika kao što je četverogodišnja izmjena kulture a sve su se najprije počele primjenjivati u Britaniji.

### Selektivan uzgoj
Robert Bakewell (1725. – 1795.), peti vojvoda od Bedforda (1765. – 1802.), te ostali britanski uzgajivači tijekom agrarne revolucije na svojim su farmama i gazdinstvima primjenjivali selektivan uzgoj da bi razvili veće i zdravije životinje, primjerice goveda, koze, ovce i purane, s većim prinosom mesa i mlijeka. Kasniji su uzgajivači koristili taj isti sustav kod uzgoja životinja za određene namjene. Naprimjer, bik Camargue uzgajao se samo za borbe.

### Izmjena kulture
Tijekom agrarne revolucije poljoprivednici su otkrili da ako na parceli iz godine u godinu izmjenjuju kulture kao što su repa, dijetelina, ječam i pšenica, neće morati zemlju ostavljati na ugaru. Korjenaste kulture, kao što je repa, obogaćuju tlo pa tako i kvalitetu sljedeće berbe.

## Srednji vijek
Zemljoradnici u srednjovjekovnoj Europi dijelili su zemljište oko sela u tri polja. Svaka je obitelj u svakom polju imala njivu od 12 hektara. Svi su se prdržavali istog trogodišnjeg ciklusa obrade zemlje: svake godine jedno je polje bilo na ugaru (odmaralo se) kako bi se obnovile hranjive tvari u tlu, a na preostala dva uzgajao se ječam, zob, raž ili pšenicu.

### Ograđeno tlo
Od početka 16. stoljeća engleski zemljoposjednici počeli su zajedničko zemljište ograđivati ogradama, rovovima ili živicama i pretvarati ga u privatno vlasništvo. Tako je kooperativna srednjovjekovna obrada zemlje prerasla u sustav privatnog vlasništva, a zemljovlasnici su donosili sve odluke o tome što će uzgajati.

### Charles  "Turnip" Townshend
Jedan od preteča agrarne revolucije, vikont Townshend (1674. – 1738.) napustio je sjajnu političku karijeru i posvetio se poljoprivredi. Popularizirao je četverogodišnju izmjenu usjeva i među prvima je počeo kao gnojivo koristiti smjesu gline i vapnenca. Unaprijedio je uzgoj repe kao krmnog bilja kojim se stoka hranila tijekom zime i po tom je dobio nadimak  "Turnip" (repa).

## Zelena revolucija
Godina 1960-ih dogodila se zelena revolucija. Izumljene su mnoge visokorodne vrste radi povećenja proizvodnje pšenice i riže, osobito u gusto naseljenim zemljama kao što su Indija i Kina. Kritičari su tvrdili da takav proces uništava okoliš zbog prekomjerne uporabe umjetnih gnojiva i kocentriranja na samo nekoliko vrsta. U novije vrijeme poljoprivednici ponovo otkrivaju tradicionalne metode uzgoja i korištenje organskih gnojiva i pesticida.

### Novi poljoprivredni strojevi
Strojevi kao što je vršalica, koju je 1786. konstruirao škotski izumitelj Andrew Meikle olakšali su ukupan rad i povećeli produktivnost. Vršalice, koje su odvajale zrno od slame, postale su učinkovitije nakon 1850. kad su radnici na farmama priključili parne strojeve koji su ih pokretali.

## Tri poljoprivredne revolucije
- Prva poljoprivredna revolucija: predstavlja početak obrade tla, s prvom obradom tla i počecima bilinogojstva počinje smišljeno unošenje “poremećaja” u prirodni sustav.
- Druga poljoprivredna revolucija: predstavlja razdoblje korištenja lemešnog pluga i uvođenje plodoreda, smatra se do danas jedinim uravnoteženim razdobljem u razvitku svjetske poljoprivrede.
- Treća poljoprivedna revolucija (kemijska): temelji se na znanstveno provjerenim zahvatima uzgoja bilja i stoke, koristi se velika količina različitih kemijskih sredstava; minimalno je sudjelovanje ljudske radne snage.

## Vanjske poveznice
- Early Agricultural Remnants and Technical Heritage  Arhivirana inačica izvorne stranice od 1. prosinca 2013. (Wayback Machine)
- Tracing the Evolution of Organic/Sustainable Agriculture  Arhivirana inačica izvorne stranice od 28. svibnja 2010. (Wayback Machine)